# Морозы (Зеньковский район)
Морозы (укр. Морози) — село,
Покровский сельский совет,
Зеньковский район,
Полтавская область,
Украина.
Код КОАТУУ — 5321384404. Население по переписи 2001 года составляло 6 человек.

## Географическое положение
Село Морозы находится на расстоянии в 1 км от села Шкурпелы.
Через село проходит автомобильная дорога Т-1706.